# STS-6
STS-6, voluit Space Transportation System-6, was een spaceshuttlemissie van de NASA waarbij de spaceshuttle Challenger gebruikt werd. De Challenger werd gelanceerd op 4 april 1983. Dit was de eerste vlucht van de Challenger en de zesde missie uit het Space Shuttleprogramma.

## Bemanning
- Paul J. Weitz, bevelhebber
- Karol J. Bobko, piloot
- Donald H. Peterson, missiespecialist
- F. Story Musgrave, missiespecialist

## Missieparameters
- Massa
  - Shuttle bij lancering: 116.457 kg
  - Shuttle bij landing: 86.330 kg
  - Vracht: 21.305 kg
- Perigeum: 288 km
- Apogeum: 295 km
- Glooiingshoek: 28,5°
- Omlooptijd: 90,4 min

## Hoogtepunten van de missie
Op 4 april 1983 werd de STS-6, de eerste opdracht van de Challenger, gelanceerd om 13:30 EST. Het was het eerste gebruik van een nieuwe lichtgewicht externe tank en lichtgewicht SRB-omhulsels.
De missie was oorspronkelijk gepland voor lancering op 30 januari 1983, maar er werd een waterstoflek ontdekt in een van de belangrijkste motoren. Later bij het testen van de belangrijkste motoren op 25 januari 1983 werden barsten in de brandstoflijn gevonden in de andere twee motoren. Een extra motor verving de motor met het waterstoflek en de andere twee motoren werden verwijderd, hersteld en opnieuw geïnstalleerd.
Ondertussen, aangezien de motorreparaties aan de gang waren, veroorzaakte een strenge onweersbui verontreiniging van de primaire lading voor de missie, de eerste Tracking and Data Relay Satellite (TDRS), terwijl het in de laadzaal op de roterende structuur bij het lanceringscomplex was. Dit betekende de satelliet weer naar zijn controlefaciliteit moest worden genomen waar ze werd schoongemaakt en opnieuw werd gecontroleerd. De laadzaal moest ook worden schoongemaakt.
De STS-6 vervoerde een bemanning van vier: Paul J. Weitz, Karol J. Bobko, Donald H. Peterson en Story Musgrave. Men gebruikte nieuwe ruimtepakken ontworpen speciaal voor de Space Shuttle. Donald H. Peterson en Story Musgrave voltooiden met succes de eerste ruimtewandeling in het programma. Hun ruimtewandeling duurde 4 uur en 10 minuten.
De Challenger keerde op 9 april 1983 terug op aarde om 6:33 PST 's ochtends, op landingsbaan 22 van Edwards Air Force Base. De vlucht duurde 5 dagen, 0 uur, 23 minuten en 42 seconden, na 3.370.437 km te hebben afgelegd in 80 complete rondjes om de aarde. De Challenger keerde op 16 april 1983 terug op het Kennedy Space Center.

## Ruimtewandeling
|      | Missie | ruimtewandelaars                     | Start                  | Einde                  | Duur                | Missie                                                    |
| ---- | ------ | ------------------------------------ | ---------------------- | ---------------------- | ------------------- | --------------------------------------------------------- |
| EVA1 | STS-6  | Donald H. Peterson F. Story Musgrave | 7 april 1983 21:05 UTC | 8 april 1983 01:10 UTC | 4 uur en 10 minuten | Variërende onderzoeken in de vrachtruimte van de shuttle. |